# Gornja Šušaja
Gornja Šušaja (en serbocroata: Gornja Šušaja / Горња Шушаја; en albanés: Shoshajë e Epërme) es un pueblo en el municipio de Preševo del distrito de Pčinja de Serbia. Gornja Šušaja es parte de la zona de Serbia de mayoría albanesa en torno al valle de Preševo.  

## Historia
En septiembre de 2011, la asamblea de diputados albaneses de Preševo, Bujanovac y Medveđa instó a los albaneses de Serbia a boicotear el censo previsto para octubre de ese año. 

## Demografía
La evolución demográfica de Gornja Šušaja entre 1948 y 2002 fue la siguiente:
| 72                                                  | 67 | 93 | 124 | 101 | 130 | 101 |
| (Fuente: Population of Serbia since Yugoslav times) |    |    |     |     |     |     |

Según el censo de 2002, los albaneses representaban el 100% de la población (101 personas).En el censo yugoslavo de 1961, los albaneses eran el 100% de los habitantes del lugar.

## Economía
Una parte de los habitantes de Gornja Šušaja se dedican principalmente a la cría de animales y a la agricultura.

## Infraestructura

### Transporte
En 2013, se pavimentó la carretera en dirección a Gornja Šušaja. 